# Zinsberechnungsmethode
Unter Zinsberechnungsmethoden versteht man im Finanzwesen die einzelnen Varianten der Finanzmathematik in der Zinsberechnung. Alle Methoden basieren hierbei auf den klassischen Zinsformeln, sie unterscheiden sich lediglich in der Berechnung der Anzahl der Zinstage (siehe hierzu auch Zinsertrag). Insgesamt gibt es weltweit neun verschiedene Methoden, die wissenschaftlich anerkannt sind. Hiervon kommen in der Realität sechs Methoden zur Anwendung.

## Methoden und Anwendung
Die einzelnen Methoden unterscheiden sich darin, mit wie viel Kalendertagen die einzelnen Monate berücksichtigt werden. Die Monate werden entweder mit ihrer tatsächlichen Anzahl von Tagen (englisch actual, abgekürzt act) berechnet (also der Februar mit 28/29 Tagen, der Mai mit 31 Tagen) oder stets mit 30 Tagen (auch der Februar und Mai).
Bei den ersten drei der im Folgenden genannten Methoden trennt der Schrägstrich die Annahme für den Zinszeitraum von der für das Basisjahr; beispielsweise steht „act/360“ für einen Zinszeitraum mit kalendergenau angesetzten Tagen und ein Basisjahr mit angenommenen 360 Tagen.

### act/360 – Eurozinsmethode, französische Zinsmethode
- Die Zinstage werden kalendergenau bestimmt, das Zinsjahr hat also 365 oder 366 Tage.
- Das Basisjahr wird unabhängig von der Anzahl der tatsächlichen Tage mit 360 Tagen angesetzt.
- Bei der Eurozinsmethode wird der erste Anlagetag verzinst, der letzte Anlagetag wird nicht verzinst.
- Bei der französischen Zinsmethode wird der erste Anlagetag nicht verzinst, der letzte Anlagetag wird verzinst.

Diese Methode findet unter anderem im Euroraum und der Schweiz im Geldmarkt und bei der Berechnung von Hypotheken ihre Anwendung.

### act/365 – englische Zinsmethode
- Die Zinstage werden kalendergenau bestimmt, das Zinsjahr hat also 365 oder 366 Tage.
- Das Basisjahr wird unabhängig von der Anzahl der tatsächlichen Tage mit 365 Tagen angesetzt.
- Der erste Anlagetag wird nicht verzinst, der letzte Anlagetag wird verzinst.

Diese Methode findet in einigen Ländern der Europäischen Gemeinschaft im Geldmarkt ihre Anwendung.

### act/act – tagesgenaue oder Effektivzinsmethode (ICMA-Methode, früher ISMA-Methode)
- Die Zinstage werden kalendergenau bestimmt. Das Zinsjahr hat also 365 oder 366 Tage (Schaltjahr).
- Das Basisjahr hat wie das Zinsjahr kalendergenau 365 oder 366 Tage.
- Der erste Anlagetag wird nicht verzinst, der letzte Anlagetag wird verzinst.

Diese Methode findet unter anderem im Euroraum im Kapitalmarkt und bei Anleihen ihre Anwendung. Unterschieden wird act/act nach der ICMA-Methode und nach der ISDA-Methode.

### 30/360 – deutsche (kaufmännische) Zinsmethode

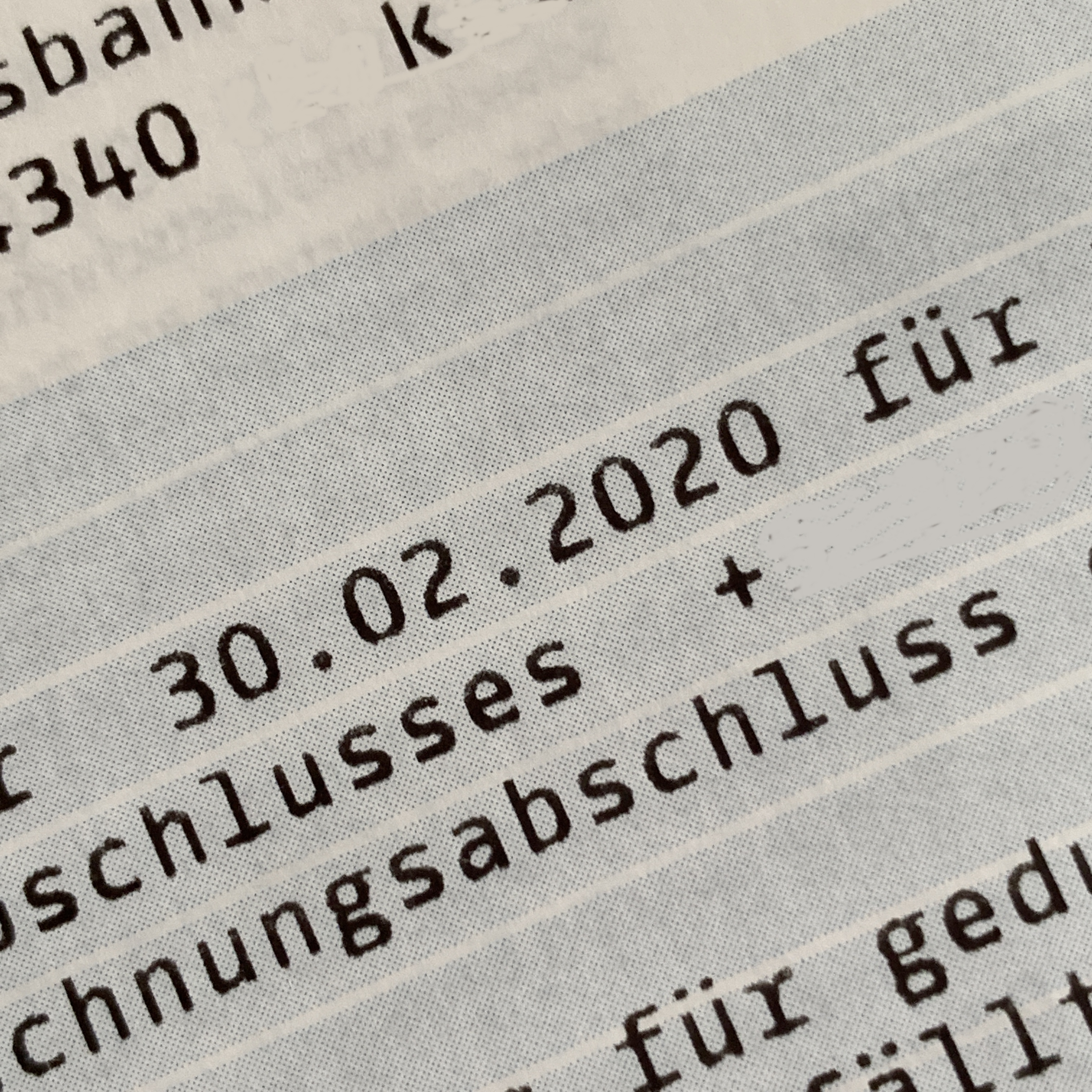
Ungewohnter Anblick: Der Februar hat 30 Banktage

- Der Zinsmonat umfasst immer 30 Tage, das Zinsjahr umfasst immer 360 Tage. In Monaten mit 31 Tagen werden der 30. und 31. als insgesamt ein Tag gezählt. Geht der Zeitraum über den Februar hinaus, so hat dieser auch 30 Tage. Bei Geschäften, die per Ende Februar enden, wird der Februar mit seinen tatsächlichen 28 oder 29 Tagen gezählt. Beispiele: 10. Januar 2001 bis 28. Februar 2001 ergibt 20 + 28 = 48 Tage, 10. Januar 2001 bis 10. März 2001 ergibt 20 + 30 + 10 = 60 Tage und 28. Februar 2001 bis 10. März 2001 ergibt 2 + 10 = 12 Tage.
- Das Basisjahr wird ebenso wie Zinsmonat und Zinsjahr unabhängig von der Anzahl der tatsächlichen Tage mit 360 Tagen angesetzt.
- Je nach Anlageart wird entweder der erste Anlagetag oder der letzte Anlagetag verzinst und der andere nicht. In diesem Sinne wird entgegen der mathematischen Betrachtungsweise vorstehender Beispiele nicht ab, von oder bis, sondern mit dem ersten Anlagetag oder einschließlich des letzten Anlagetages verzinst.

Diese Methode findet unter anderem im Kapitalmarkt der Schweiz und bei der Verzinsung von Girokonten und Sparbüchern ihre Anwendung.

### (30(28-29)/360) bzw. 30E/360 – US-Zinsmethode
- Die Methode lehnt sich an die deutsche kaufmännische Zinsmethode an, denn die Zinsmonate werden mit 30 Tagen und das Zinsjahr mit 360 Tagen angesetzt. Ausnahme ist der Februar, der kalendergenau mit 28 oder 29 Tagen genau angesetzt wird, sofern der Periodenanfang oder das Periodenende auf diese Tage fällt.
- Das Basisjahr wird ebenso wie Zinsmonat und Zinsjahr unabhängig von der Anzahl der tatsächlichen Tage mit 360 Tagen angesetzt.
- Der erste Anlagetag wird nicht verzinst, der letzte Anlagetag wird verzinst.

Die 30E/360-Methode findet unter anderem im Kapitalmarkt der Schweiz ihre Anwendung.

## Vergleich
Diese Zinsberechnungsmethoden gelangen zu unterschiedlichen Ergebnissen. Ein Kapital von 3.000 Euro mit einer Laufzeit vom 21. Februar bis 12. Mai (kein Schaltjahr) wird mit 4 % per annum verzinst. Hieraus ergeben sich je nach Zinsberechnungsmethode folgende Unterschiede:
| Zinsberechnungsmethode          | Anzahl Zinstage | Zinsbetrag |
| ------------------------------- | --------------- | ---------- |
| deutsche (30/360)               | 81              | 27,00 Euro |
| Eurozinsmethode (act/360)       | 80              | 26,67 Euro |
| englische Zinsmethode (act/365) | 80              | 26,30 Euro |
| US-Zinsmethode (30(28-29)/360)  | 80              | 26,67 Euro |
| taggenaue Methode (act/act)     | 80              | 26,30 Euro |

Der niedrigste Zinsbetrag fällt in diesem Beispiel nach der englischen und taggenauen Zinsmethode, der höchste nach der deutschen Zinsmethode an. In dem Fall wären also Zinsgläubiger bei der deutschen Zinsmethode begünstigt und Zinsschuldner entsprechend benachteiligt. Andere Anlagezeiträume führen wiederum zu anderen Ergebnissen, sodass stets der individuelle Einzelfall betrachtet werden muss, um die Zinshöhe der einzelnen Berechnungsmethoden miteinander vergleichen zu können. Eine allgemeingültige Aussage, welche Methode die höchsten und welche die niedrigsten Zinsen erzeugt, lässt sich daher nicht pauschal treffen (tatsächlich ist der obige Fall sogar eher die Ausnahme als die Regel).
Im Zinsgeschäft und Finanzkommissionsgeschäft der Kreditinstitute ist die Zins- und Provisionsberechnung für die Höhe der Kreditzinsen im Kreditgeschäft und der Habenzinsen im Einlagengeschäft sowie von Provisionen von entscheidender Bedeutung, während im Indifferenzgeschäft Bankgebühren anfallen.

## Arbeitstagskonventionen
Arbeitstagskonventionen (englisch business day conventions) sind ein Handelsbrauch, der für die Vertragsparteien festlegt, wie diese mit international unterschiedlichen Arbeitstagen, Bankarbeitstagen und Sonn- und Feiertagen bei der Zinsrechnung oder der Fälligkeit umgehen müssen. In Finanzkontrakten, die Zinsberechnungen zum Inhalt haben, muss auch geklärt werden, wie mit an Wochenenden und Feiertagen fälligen (Zins-)Zahlungen zu verfahren ist. Beim „following“ (deutsch „folgender Werktag“) wird der Zahltag auf den nächsten Bankarbeitstag (TARGET) gelegt, beim „modified following“ (deutsch „folgender Werktag modifiziert“) gilt dieser Grundsatz mit der Ausnahme für den Fall, dass der nächste Bankarbeitstag im nächsten Monat liegt: dann wird der vorhergehende Bankarbeitstag gewählt. Damit soll verhindert werden, dass sich Laufzeiten durch striktes Festhalten am following in den nächsten Monat – und im Dezember in das nächste Jahr – verschieben. Sind die Zinsperioden vertraglich festgelegt (etwa 30 Tage), und das modified following würde zu einer effektiven Zinsperiode von nur 28 Tagen führen, muss ein „modified following adjusted“ vereinbart werden.
Daraus ergibt sich folgende Übersicht:
| Konvention                           | Anpassung der Fälligkeit auf ... |
| ------------------------------------ | --- |
| englisch following                   | den nächsten Bankarbeitstag |
| englisch modified following          | den nächsten Bankarbeitstag, sofern dieser in denselben Monat fällt, sonst der vorhergehende Bankarbeitstag                                                                 |
| englisch modified following adjusted | den nächsten Bankarbeitstag, sofern dieser in denselben Monat fällt, fällt der nächste Bankarbeitstag in einen neuen Monat, wird am Bankarbeitstag vor dem Feiertag gezahlt |
| englisch unadjusted following        | stets den nächsten Bankarbeitstag |
| englisch preceding                   | den vorhergehenden Bankarbeitstag |
| englisch modified preceding          | den vorhergehenden Bankarbeitstag, sofern dieser in denselben Monat fällt, sonst der nächste Bankarbeitstag                                                                 |

Auch die gewählte Arbeitstagskonvention hat Einfluss auf die Höhe des Zinsbetrags.

## Auswertung
Da die verschiedenen Methoden der Zinsberechnung wegen der unterschiedlichen Laufzeiten zu nicht unerheblichen Zinsdifferenzen bei gleichem Nominalzinssatz führen können, sollte bei einer Kapitalanlage oder Kreditaufnahme hinterfragt werden, nach welcher Methode verzinst wird.

## Belege
1. ↑  ISDA Trading Practice Committee (Memento vom 19. Oktober 2017 im Internet Archive) Website der ISDA. Abgerufen am 25. Januar 2012.
2. ↑  Guenter Wierichs/Stefan Smets, Gabler Kompakt-Lexikon Bank und Börse, 2010, S. 242 f.
3. ↑  Mondher Bellalah, On Islamic Banking, Performance and Financial Innovations, 2014, S. 36
4. ↑  Hans-Peter Deutsch/Mark Beinker, Derivate und Interne Modelle, 2014, S. 10